# فابيو جاكوبسن
فابيو جاكوبسن (بالهولندية: Fabio Jakobsen)‏ (و. 1996  م) هو راكب دراجة هوائية، من مملكة هولندا.

## سباقات أو مراحل فاز بها
| التاريخ        | السباق                                                         | المركز                  |
| -------------- | -------------------------------------------------------------- | ----------------------- |
| 24 يونيو 2016  | سباق الطريق للرجال تحت 23 سنة في بطولة هولندا 2016             | الفائز في التصنيف العام |
| 14 أغسطس 2016  | سلاج أوم نورج 2016                                             | الفائز في التصنيف العام |
| 01 يناير 2017  | ستير فان زوول 2017                                             | الفائز في التصنيف العام |
| 12 مارس 2017   | دوربينوكلوب روكفين 2017                                        | الثاني في التصنيف العام |
| 26 مارس 2017   | تور دو نورماندي 2017                                           | الثاني في تصنيف النقاط  |
| 01 مايو 2017   | 2017 Eschborn–Frankfurt Under–23                               | الفائز في التصنيف العام |
| 14 مايو 2017   | 2017 Ronde van Noord-Holland                                   | الفائز في التصنيف العام |
| 04 أغسطس 2017  | سباق الطريق لأقل من 23 سنة للرجال - بطولة أوروبا للدراجات 2017 | السادس في التصنيف العام |
| 04 مارس 2018   | دفارز دور فلاندرز الغربية 2018                                 | الرابع في التصنيف العام |
| 14 مارس 2018   | سباق نوكير كويرز 2018                                          | الفائز في التصنيف العام |
| 04 أبريل 2018  | شيلدبرايش 2018                                                 | الفائز في التصنيف العام |
| 21 أكتوبر 2018 | طواف قوانغشي 2018                                              | الأول في تصنيف النقاط   |
| 10 أبريل 2019  | شيلدبرايش 2019                                                 | الفائز في التصنيف العام |
| 23 يونيو 2019  | 2019 إلفستدنروند                                               |                         |
| 23 فبراير 2020 | فولتا الغارف 2020                                              | الأول في تصنيف النقاط   |
| 08 مارس 2020   | جائزة جان بيير مونسيري الكبرى 2020                             | الفائز في التصنيف العام |
| 08 مارس 2020   | 2020 كأس بلجيكا لسباق الدراجات على الطريق                      | الفائز في التصنيف العام |
| 05 سبتمبر 2021 | طواف إسبانيا 2021                                              | الأول في تصنيف النقاط   |
| 19 سبتمبر 2021 | جوويكس بيجل 2021                                               | الفائز في التصنيف العام |
| 29 سبتمبر 2021 | سباق يوروميتروبول 2021                                         | الفائز في التصنيف العام |
| 06 فبراير 2022 | فولتا لا كومونيتات فالنسيانا 2021                              | الأول في تصنيف النقاط   |
| 20 فبراير 2022 | فولتا الغارف 2022                                              | الأول في تصنيف النقاط   |
| 27 فبراير 2022 | كرونا بروكسل 2022                                              | الفائز في التصنيف العام |
| 15 مايو 2022   | طواف المجر 2022                                                | الأول في تصنيف النقاط   |
| 12 يونيو 2022  | إلفستدنروند 2022                                               | الفائز في التصنيف العام |
| 14 أغسطس 2022  | سباق الطريق لنخبة الرجال في بطولة أوروبا 2022                  | الفائز في التصنيف العام |
| 16 سبتمبر 2022 | 2022 كامبيونشاب فان فلانديرن                                   | الفائز في التصنيف العام |
| 11 يونيو 2023  | إلفستدنروند 2023                                               |                         |
| 15 سبتمبر 2023 | كامبيونشاب فان فلانديرن 2023                                   |                         |

## روابط خارجية
- فابيو جاكوبسن على موقع الاتحاد الدولي للدراجات (الإنجليزية)
- فابيو جاكوبسن على موقع أرشيف الدراجات (الإنجليزية)
- فابيو جاكوبسن على موقع إحصائيات الدراجات الإحترافية (الإنجليزية)
- فابيو جاكوبسن على موقع نسبة الدراجات (الإنجليزية)
- فابيو جاكوبسن على موقع CycleBase (الإنجليزية)